# 大地の歌
『大地の歌』（だいちのうた、独: Das Lied von der Erde）は、グスタフ・マーラーが1908年に作曲した、声楽（2人の独唱）を伴う交響曲。連作歌曲としての性格も併せ持っている。

## 概要
「大地の歌」というメインタイトルに続き、副題として「テノールとアルト（またはバリトン）とオーケストラのための交響曲」（Eine Symphonie für eine Tenor und Alt (oder Bariton) Stimme und Orchester ）とあり、通常マーラーが9番目に作曲した交響曲として位置づけられるが、連作歌曲としての性格も併せ持っており、ピアノとソリストのための異稿も存在するため、「交響曲」と「連作歌曲」とを融合させた作品と考えられる。交響曲としてはかなり破格の存在であり、「9番目の交響曲」であるという点も影響してか、マーラーは「第○番」といった番号を与えなかった（詳しくは第九のジンクスの節を参照）。なお、ウニヴェルザール出版社から出版されている決定版総譜には「大地の歌」とだけ記されていて「交響曲」とは全く記されていないところを見ると、歌曲集としての重みも非常に強い。
後にこの作品に影響を受けて、ツェムリンスキーの『抒情交響曲』や、ショスタコーヴィチの交響曲第14番が生まれている。ペンデレツキは、ベートゲの詞による8楽章からなる交響曲第6番『中国の詞』（2008年-2017年）を作曲した。
作曲は1908年。6楽章からなり、テノールとアルト（またはバリトン）が交互に独唱をつとめる。歌詞は、李白（悲歌行など）らによる唐詩に基づき、ドイツの詩人・翻訳家のハンス・ベートゲ（1876年 - 1946年）が自由に翻訳・編集した詩集『中国の笛』から7編の詩を選び、これをマーラー自身が適宜改変したものによっている。
マーラーがベートゲの『中国の笛』に出会ったのは作曲の前年1907年秋（同書の出版は同年10月）と考えられるが、その年の夏、マーラーは長女マリア・アンナの死に遭い、自身も心臓疾患の診断を受けていた。同年暮れには、10年間務めてきたウィーン宮廷歌劇場の音楽監督を辞任し、渡米するという転機を迎えている。マーラーにとって、死が身近なものとなり、音楽活動だけでなく、実生活面でもヨーロッパとの訣別という心情があったと考えられる。
こうしたもとで作曲された『大地の歌』は、前作交響曲第8番までの、音楽の多声的かつ重層的な展開によって獲得していた多義性は影を潜め、これに代わって、色彩的で甘美、かつ耽美的な表現が全面に打ち出されている。書法的にも和声的・ホモフォニー的な進行が顕著になっている。とはいえ、このような特徴は、すでに交響曲第8番や第7番でも萌芽的に見られていたものである。
マーラーの作曲活動は、交響曲と歌曲が大きな柱となっているが、『大地の歌』はこの両者が融合された傑作として、マーラー作品のなかでは親しみやすい交響曲第1番、第4番とともに、早くから受容されてきた。同時に、この曲から聴き取れる東洋的な無常観、厭世観、別離の気分は、つづく交響曲第9番とともに、マーラーの生涯や人間像を、決定的に印象づけるものとなっている。演奏時間約60分。
なお『大地の歌』という日本語の訳題について、柴田南雄は「おそらく前記レコード（1939年に日本で発売されたブルーノ・ワルター指揮のレコード - 引用者註）発売時の邦訳であろうが、時期からして、パール・バックの『大地』を踏まえて付けられたのは疑いない」と断定している。
2005年8月に、水藍（Lan Shui）指揮のシンガポール交響楽団、梁寧（Ning Liang）（メゾソプラノ）と莫華倫（Warren Mok）（テノール）独唱による、中国語歌唱の録音がなされている（BIS）。

## 作曲の経緯

### ウィーン歌劇場辞任
- 1907年7月12日、ヴェルター湖畔マイアーニック（Maiernigg）での夏の休暇中、マーラーの長女マリア・アンナが亡くなり、マーラー自身にも心臓病の診断が下される。これに先立つ6月に、マーラーはニューヨーク・メトロポリタン歌劇場と契約を交わしており、ウィーン宮廷歌劇場辞任の意志を固めていた。
- 8月、ウィーン宮廷歌劇場のマーラーの後任としてフェリックス・ワインガルトナーが指名される。
- 10月15日、宮廷歌劇場の告別演奏会。演目はベートーヴェンの『フィデリオ』。同月の後半、サンクトペテルブルクとヘルシンキに演奏旅行。サンクトペテルブルクの演奏会にはストラヴィンスキーが出席、ヘルシンキではシベリウスと会っている。
- 11月24日、楽友協会大ホールで自作交響曲第2番を指揮。ウィーン最後の演奏会となる。
- 12月9日、妻アルマとともに渡米。アルノルト・シェーンベルクやグスタフ・クリムトらに見送られる。

### アメリカ・デビュー
- 翌1908年1月1日、ワーグナーの『トリスタンとイゾルデ』でニューヨーク・メトロポリタン歌劇場の指揮者としてデビュー、フィラデルフィア、ボストンにも客演する。
- 5月、ヨーロッパに戻る。6月から南オーストリア、ドロミーティ・アルプスに位置するトプラッハ（現イタリア）近郊のアルト・シュルーダーバッハの別荘で夏の休暇を過ごす。

### 『大地の歌』の作曲
- 『大地の歌』は渡米後の1908年の夏、休暇先のアルト・シュルーダーバッハで作曲された。作曲のきっかけは、マーラーの友人テオバルト・ポッラクからハンス・ベートゲが編んだ詩集『中国の笛』(Die chinesische Flöte) を贈ってもらったこととされる。
- 作曲は、オーケストラ稿とピアノ稿（後述）が並行して進められている。最終的にはオーケストラ稿の仕上げを手がけているが、それまでの自作のように、マーラー自らが初演を経て手を入れることができなかった。オーケストラ稿およびピアノ稿自筆譜の日付から作曲順をたどると以下のようになる。
  1. 1908年7月 - 第2楽章（ピアノ稿）
  2. 1908年8月1日 - 第3楽章（オーケストラ稿）
  3. 1908年8月14日 - 第1楽章（オーケストラ稿）
  4. 1908年8月21日 - 第4楽章（ピアノ稿）
  5. 1908年9月4日 - 第6楽章（オーケストラ稿）
  6. 第5楽章については日付が書かれていないが、この曲が最後に作曲されたと考えられている。
- アルマの回想を始めとして、前年1907年の夏に第1楽章に着手したという説があるが、先述のように『中国の笛』は1907年10月の出版であり、それ以前にマーラーが目にした可能性は低い。1907年着手説には、同年夏にマーラーの長女の死、マーラー自身の心臓病、さらに歌劇場辞任と事件が重なったことを『大地の歌』作曲の動機に直接結びつける意図があると考えられる。

## 初演

### オーケストラとソリスト稿
本作の世界初演は1911年11月20日、ミュンヘンにて、ブルーノ・ワルター指揮、カイム管弦楽団（ミュンヘン・フィルハーモニー管弦楽団の前身）によって行われた。この年の5月にマーラーはこの世を去っており、マーラーの弟子であるワルターが指揮を担当することとなった。ワルターはその時の思いを自叙伝『主題と変奏』において「…『大地の歌』の初演は最も貴重な芸術上事件として生涯忘れることはできない。それは、マーラーが残してくれた、私自身にとっても極めて大事なこの作品の初演の責任を感じていたことであり、さらには、私が師に代わって行う事を感じていたことなどが理由である。また、初演で、彼から私にゆだねられたスコアがここに初めて感動的な音楽の響きとなるや、故人の有り様を痛ましくもまた身近に感じたからだ。…」と書き残している。
日本初演は1941年1月22日、東京の日比谷公会堂における第222回定期演奏会にてヨーゼフ・ローゼンシュトック指揮、新交響楽団（NHK交響楽団の前身）、木下保（T）、四家文子（A）による。

### ピアノとソリスト稿初演
ピアノとソリスト稿の世界初演は、1989年5月15日、東京都の国立音楽大学講堂にて、ヴォルフガング・サヴァリッシュのピアノ、マリャーナ・リポフシェク、エスタ・ヴィンベルイの独唱によって行われた。

## 出版

### オーケストラとソリスト稿
1912年、ウィーンのウニヴェルザール出版社から出版。1964年には国際マーラー協会による「全集版」が同社から出版。1990年には「全集版」の改訂版が出版された。

### ピアノとソリスト稿
1989年、ウニヴェルザール出版社からピアノ稿が出版。

## 楽器編成

### 声楽
- アルトまたはバリトン独唱
- テノール独唱

### 管弦楽
- ピッコロ、フルート 3（ピッコロ持ち替え 1）、オーボエ 3 （コーラングレ持ち替え 1）、クラリネット 3、小クラリネット 1、バスクラリネット 1、ファゴット 3 （コントラファゴット持ち替え 1）
- ホルン 4、トランペット 3、トロンボーン 3、テューバ
- ティンパニ、バスドラム、タンブリン、シンバル、トライアングル、銅鑼、グロッケンシュピール
- ハープ 2、マンドリン、チェレスタ
- 弦五部合計88

### ピアノとソリスト稿
マーラーはこの作品の全曲のピアノ伴奏による稿を遺している。オーケストラ稿とは小節数や音、歌詞などに相違がある。このピアノ稿は、ヴォーカル・スコアのように作品に付随して生み出されたものとは異なり、独立した作品として構想され、同時並行的に作曲が進められている。このような例は、他に『少年の魔法の角笛』、『亡き子をしのぶ歌』があり、この曲の歌曲的性格を示す。
このピアノ稿はマーラー存命中に演奏・出版されることがなく、死後、自筆譜を妻アルマが所持していた。1950年代にアルマは自筆稿を画商のオットー・カリルに贈り、これがステファン・ヘフリングによって校訂され、1989年にマーラー全集の補巻として出版された。
オーケストラ稿とピアノ稿との比較によって、構想の推移やマーラーの意図をある程度つかむことができる。この成果から、1990年にオーケストラ稿の改訂版が出版されている。

### アルトとバリトンの選択について
マーラーは偶数楽章をアルトまたはバリトンの独唱にあてており、その選択は演奏者に委ねられている。初演の指揮者でマーラーの直弟子のワルターは、この曲をたびたび演奏しているが、バリトンでの演奏は1度きりだった。そのこともあって、現在では男声と女声の対比をつけるためにアルトで演奏・録音する例が圧倒的に多い。
そのためバリトンでの演奏・録音の例は多くないが、クリップス、クレツキ、バーンスタイン、ラトル、サロネン、ケント・ナガノなどが指揮した録音がある。なかでもバーンスタインがバリトンにフィッシャー＝ディースカウを起用してウィーン・フィルハーモニー管弦楽団と行った録音が知られている。

## 楽曲構成
全6楽章からなる。テノールとアルト（またはバリトン、以下同じ）が楽章ごとに交互に独唱する。柴田南雄は全体の構成を、第4楽章を中心とし、第3楽章と第5楽章、第2楽章と第6楽章（前半）、第1楽章と第6楽章（後半）がそれぞれ対応する対照的配置であるとしている。これに対し、諸井誠は第3・4・5楽章をスケルツォ楽章の三部形式と見なすことで、音楽的には全体を伝統的な4楽章制交響曲として捉えることができ、詩的内容からは、第1楽章と第5楽章、第2楽章と第6楽章、第3楽章と第4楽章が対応関係になっているので、第3・4楽章を中間展開部とする三部構成と捉えることもできる、としている。しかし第3・4・5楽章を典型的な歌曲集の形としてみなすことも可能である。

### 第1楽章「大地の哀愁に寄せる酒の歌」
アレグロ・ペザンテ イ短調 3/4拍子
詩は李白「悲歌行」に基づくが、自由に改変されている。テノール独唱。
ホルンの斉奏で始まり、劇的でペシミスティックな性格が打ち出されている。歌詞は3節からなり、各節は「生は暗く、死もまた暗い」という同じ句で結ばれる。この句は最初はト短調、2回目に変イ短調、3回目にはイ調（長調と短調の間を揺れ動く）と半音ずつ上昇して強調されている。
諸井誠はこの第1楽章と次の第2楽章について、ソナタ形式として分析することが可能だとしている。

### 第2楽章「秋に寂しき者」
Etwas schleichend. Ermüdet（やや緩やかに、疲れたように） ニ短調 3/2拍子
詩は銭起「效古秋夜長」とされてきたが、近年は疑問視されており、張籍もしくは張継との説がある（これについては第2楽章「秋に寂しき者」の問題を参照）。ソナタの緩徐楽章のようである。アルト独唱。

### 第3楽章「青春について」
Behaglich heiter（和やかに、明るく） 変ロ長調 2/2拍子
詩は李白「宴陶家亭子」に基づく。テノール独唱。ピアノ稿の題名は「陶製の亭」であり、ベートゲの題名をそのまま使っている。ベートゲは原詩の「陶家」（陶氏の家）を「陶器の家」と誤訳している。
音楽は五音音階を用いて東洋的な雰囲気を醸し出している。

### 第4楽章「美について」
コモド・ドルチッシモ ト長調 3/4拍子
詩は李白「採蓮曲」に基づく。アルト独唱。ピアノ稿の題名は「岸辺にて」であり、ベートゲの題名をそのまま使っている。蓮の花を摘む乙女を描く甘美な部分と馬を駆ける若者の勇壮な部分が見事なコントラストを作っている。

### 第5楽章「春に酔える者」
アレグロ イ長調 4/4拍子
詩は李白「春日酔起言志」に基づく。唐詩の内容に最も忠実とされる。
ここでも管弦楽の間奏部分などに五音音階が顕著に用いられている。テノール独唱。

### 第6楽章「告別」
Schwer（重々しく） ハ短調 4/4拍子 拡大されたソナタ形式。アルト独唱。
この楽章のみで演奏時間にして約30分、全体の4割以上を要する長大な楽章である。詩は前半部分が孟浩然の「宿業師山房期丁大不至」、後半部分が王維の「送別」によっている。ベートゲの詩は唐詩に忠実だが、マーラーが2つの詩を結合させた上、自由に改変、追加している。
曲の最後は「永遠に」の句を繰り返しながらハ長調の主和音（ハ-ホ-ト）に至るが、和音に音階の第6度音のイ音が加えられて（ハ-ホ-ト-イ）となっているため、ハ長調ともイ短調ともつかない、閉じられない印象を残す（この和音は、ベルクのヴァイオリン協奏曲（変ロ-ニ-ヘ-ト）でも結尾に使われているほか、後にはシックスス・コードとしてポピュラー音楽でも多用される）。マーラーはこの部分にGänzlich ersterbend （完全に死に絶えるように）と書き込んでいる。

## 『大地の歌』の詩について
マーラーが歌詞に採用したのは、ハンス・ベートゲ編訳による詩集『中国の笛－中国の叙情詩による模倣作』である。ベートゲは中国語を解さず、『中国の笛』は、既出版の『中国の叙情詩』（ハンス・ハイルマン）、『唐詩』（エルヴェ・ド・サン＝ドニ侯爵）、『玉書』（ジュディット・ゴーティエ）からの翻訳（サン＝ドニとゴーティエの詩集はフランス語）あるいは自由な模倣によっている。このため、原詩にほぼ忠実なものや自由な模作となっているものが混在しており、元となった唐詩については特定できていないものもある。
19世紀末から20世紀初頭にかけて、マーラーの周囲ではウィーン分離派やミュンヘンでのユーゲント・シュティールなど、感情と感覚が結合した時代様式が盛んであり、これはドイツ・オーストリアにとどまらない、ヨーロッパの風潮でもあった。この時代には文学、絵画を含めた芸術分野で「死」をテーマとした作品が数多く生み出されており、同時に、エキゾチズム、とりわけ日本を含めた東洋への関心も高まっていた。ベートゲの『中国の笛』は、このような時代の所産であり、マーラーの『大地の歌』もまたこの系列に含めることができる。したがって、『大地の歌』には先に述べたように、無常観、厭世観、別離の気分が漂っているとしても、このことで、マーラー自身が東洋的諦観に達していたとは必ずしもいえない。
しかしながら、人間は死んで地上からいなくなるが、大地は永遠に繰り返して花を咲かせ、緑に覆われるというイメージについて、マーラーは10代のころから手紙でこのことに触れている。第6楽章で「永遠の大地」を強調する歌詞を追加したのもマーラー自身である。アルトゥル・ショーペンハウアーやフリードリヒ・ニーチェの著作を読んでいたマーラーが、唐詩の編訳に接して、これに自身のイメージと体験を重ね合わせていたことは間違いない。

## 「第九」のジンクス
『大地の歌』は、交響曲第8番に次いで完成され、本来ならば「第9番」という番号が付けられるべきものだった。しかし、ベートーヴェンが交響曲第10番を未完成に終わらせ、またブルックナーが10曲の交響曲を完成させたものの、11番目にあたる交響曲第9番が未完成のうちに死去したことを意識したマーラーは、この曲に番号を与えず、単に『大地の歌』とした。その後に作曲したのが純然たる器楽作品であったため、これを交響曲第9番とした。マーラーは続いて交響曲第10番に着手したが未完に終わり、結局「第九」のジンクスは成立してしまった、というのが通説となっている。
これとは逆に、続いて第9交響曲を作曲すれば「10曲」として数えることができるために、交響曲としては破格のこの曲に、あえて「交響曲」の名称を与えてジンクスの「緩衝地帯」としたとする説もある。この説は、ブルックナーが実際には10曲以上書いていることからすると、説得力に欠ける。ただし、『大地の歌』が交響曲として「破格」という点では、明確にソナタ形式を用いた楽章を欠き、強い歌曲的性格と書法に加えて、『亡き子をしのぶ歌』同様にピアノ稿も同時に作曲されていた経過からして、そのような判断がマーラー自身にあったとも考えられる。『大地の歌』に番号が付されていない理由として、上記のジンクス説は、この曲の性格とマーラーの心理の一面を物語るものではあっても、それがすべてとはいえない。
それまでのマーラー作品は、マーラー自身によって初演され、出版までに楽譜に手が加えられる過程で、表現がより明確にされ、標題などの位置づけも練り上げられて完成度が高められてきた。しかし、先述の通り『大地の歌』はマーラーの死によって、それが果たされなかった。このことは、「第九」のジンクスが、現在まで神話的に語られる要因となっている。事実上のアレグロ・ソナタや緩徐楽章を持った歌曲集でもある。

## 歌詞
| 1. Das Trinklied vom Jammer der Erde | 第1楽章 大地の哀愁に寄せる酒の歌 |
| --- | --- |
| Li-Tai-Po (701-762) | 李白の詩「悲歌行」による |
| Schon winkt der Wein im gold'nen Pokale, Doch trinkt noch nicht, erst sing' ich euch ein Lied! Das Lied vom Kummer Soll auflachend in die Seele euch klingen. Wenn der Kummer naht, Liegen wüst die Gärten der Seele, Welkt hin und stirbt die Freude, der Gesang. Dunkel ist das Leben, ist der Tod. Herr dieses Hauses! Dein Keller birgt die Fülle des goldenen Weins! Hier, diese Laute nenn' ich mein! Die Laute schlagen und die Gläser leeren, Das sind die Dinge, die zusammen passen. Ein voller Becher Weins zur rechten Zeit Ist mehr wert, als alle Reiche dieser Erde! Dunkel ist das Leben, ist der Tod. Das Firmament blaut ewig und die Erde Wird lange fest steh'n und aufblühn im Lenz. Du aber, Mensch, wie lang lebst denn du? Nicht hundert Jahre darfst du dich ergötzen An all dem morschen Tande dieser Erde! Seht dort hinab! Im Mondschein auf den Gräbern Hockt eine wildgespenstische Gestalt! Ein Aff' ist's! Hört ihr, wie sein Heulen Hinausgellt in den süßen Duft des Lebens! Jetzt nehmt den Wein! Jetzt ist es Zeit, Genossen! Leert eure goldnen Becher zu Grund! Dunkel ist das Leben, ist der Tod! | なんと美しくあることか、黄金の杯を満たすこのうま酒は、 しかし飲むのを待たれよ、まずは歌でも一つ歌おうぞ! 憂愁を誘うこの歌を 君たちの心に哄笑として高鳴らせよう。 憂愁が迫り来ると、 心の園も荒涼でいっぱい。 歓びの情もその歌う声もしおれ果て消えゆくかな。 生は暗く、死もまた暗い。 この家の主よ! 君が酒蔵には黄金の酒が満ちている! ここにある琴を、私の琴としよう! この琴をかき鳴らし、盃を尽くすことこそ 最もふさわしいだろう。 ほどよき時に、なみなみと注がれた一杯の盃は、 この大地の全ての王国にも優る! 生は暗く、死もまた暗い。 天空は永久に蒼く、しかも大地は 永遠に揺るがずにあり、春ともなれば花咲き乱れる。 だが人間たる君よ、君はどれだけ生き長らえていくものか? 君は百歳とは慰むことは許されぬ、 全てこの大地の儚き戯れの上では! そこかしこを見下ろしたまえ! 月光を浴びた墓の上に 座してうずくまる者は荒々しくも不気味な物影、 それは猿一匹! 聴け、その叫びが この生の甘美な香りに甲高く絶叫する様を! いまこそ酒をとれ! いまこそ、その時だ、友よ! この黄金なる盃を底まで飲み尽くせ! 生は暗く、死もまた暗い! |
| 2. Der Einsame im Herbst | 第2楽章 秋に寂しき者 |
| Tchang-Tsi ? (765? - 830?) | 銭起の詩「效古秋夜長」による? |
| Herbstnebel wallen bläulich überm See; Vom Reif bezogen stehen alle Gräser; Man meint, ein Künstler habe Staub vom Jade Über die feinen Blüten ausgestreut. Der süße Duft der Blumen ist verflogen; Ein kalter Wind beugt ihre Stengel nieder. Bald werden die verwelkten, gold'nen Blätter Der Lotosblüten auf dem Wasser zieh'n. Mein Herz ist müde. Meine kleine Lampe Erlosch mit Knistern, es gemahnt mich an den Schlaf. Ich komm zu dir, traute Ruhestätte! Ja, gib mir Ruh, ich hab Erquickung not! Ich weine viel in meinen Einsamkeiten. Der Herbst in meinem Herzen währt zu lange. Sonne der Liebe, willst du nie mehr scheinen, Um meine bittern Tränen mild aufzutrocknen? | 秋の霧が青らみ湖面を渡り、 霜がすべての草草を白く包み あたかも匠の手が玉光のこまやかな粉を 美しく咲き誇る花の上に まき散らしたかのようだ。 花のかぐわしき香りは、すでに飛び流れ去り、 その茎は冷たい秋の北風がうち吹かれ横たえた 枯れしぼみ金色に染まった睡蓮の花も ことごとくやがては池の面に浮かび出すだろう 私の心は疲れ果て 私のささやかな灯も幽かな音とともに消え 私は一人想い寝の眠りに誘われる心安らぐ憩いの場所 私はそなたのもとへ行こう そう今こそ私に憩いを与えておくれ 私はささやかに回復を欲するだけだ 私は一人孤独のうちに涙ぐみ、 心の奥にひそむこの秋は 果てしなく広がりわたる太陽よ! そなたは慈悲深く、再び輝きあらわれて 私の苦きこの涙をやさしく拭い去ってはくださらぬか? |
| 3. Von der Jugend | 第3楽章 青春について |
| Li-Tai-Po (701-762) | 李白の詩「宴陶家亭子」による |
| Mitten in dem kleinen Teiche Steht ein Pavillon aus grünem Und aus weißem Porzellan. Wie der Rücken eines Tigers Wölbt die Brücke sich aus Jade Zu dem Pavillon hinüber. In dem Häuschen sitzen Freunde, Schön gekleidet, trinken, plaudern, Manche schreiben Verse nieder. Ihre seidnen Ärmel gleiten Rückwärts, ihre seidnen Mützen Hocken lustig tief im Nacken. Auf des kleinen Teiches stiller Wasserfläche zeigt sich alles Wunderlich im Spiegelbilde. Alles auf dem Kopfe stehend In dem Pavillon aus grünem Und aus weißem Porzellan; Wie ein Halbmond steht die Brücke, Umgekehrt der Bogen. Freunde, Schön gekleidet, trinken, plaudern. | ささやかな池のその真ん中に 立ったのは緑の陶土と 白磁なる陶土でできた東屋よ 虎の背に凭れたかの形して 硬玉でつくった橋 丸く架かって東屋にいたる 小さな家に籠もる朋友 着飾り、杯あげて、談笑を交わして 詩を書きつける者もまた多し その絹地の袖は背中にすべりきくずれて その絹地の冠帽子は襟首に 可笑しくぶら下がる ささやかな池の面の ひそかやかな水に辺りのもの全てが 趣深く映っている 逆さまに映り立たないものはない この緑の陶土と 白磁なる陶土とともになる東屋の中 半月のごとき太鼓橋はかかり その弧となる姿も逆さまに 美しく着飾り、盃をあげて 談笑交わす |
| 4. Von der Schönheit | 第4楽章 美について |
| Li-Tai-Po (701-762) | 李白の詩「採蓮曲」による |
| Junge Mädchen pflücken Blumen, Pflücken Lotosblumen an dem Uferrande. Zwischen Büschen und Blättern sitzen sie, Sammeln Blüten in den Schoß und rufen Sich einander Neckereien zu. Goldne Sonne webt um die Gestalten, Spiegelt sie im blanken Wasser wider. Sonne spiegelt ihre schlanken Glieder, Ihre süßen Augen wider, Und der Zephyr hebt mit Schmeichelkosen das Gewebe Ihrer Ärmel auf, führt den Zauber Ihrer Wohlgerüche durch die Luft. O sieh, was tummeln sich für schöne Knaben Dort an dem Uferrand auf mut'gen Rossen? Weithin glänzend wie die Sonnenstrahlen, Schon zwischen dem Geäst der grünen Weiden Trabt das jungfrische Volk einher! Das Roß des einen wiehert fröhlich auf Und scheut und saust dahin, Über Blumen, Gräser, wanken hin die Hufe, Sie zerstampfen jäh im Sturm die hingesunknen Blüten. Hei! Wie flattern im Taumel seine Mähnen, Dampfen heiß die Nüstern! Gold'ne Sonne webt um die Gestalten, Spiegelt sie im blanken Wasser wider. Und die schönste von den Jungfrau'n sendet Lange Blicke ihm der Sehnsucht nach. Ihre stolze Haltung ist nur Verstellung. In dem Funkeln ihrer großen Augen, In dem Dunkel ihres heißen Blicks Schwingt klagend noch die Erregung ihres Herzens nach. | うら若き乙女たち 自然にわく水のその池に 花摘む その蓮の花を 岸辺の茂みの中、葉と葉の中に座して 茗荷の花を手折り、膝に集め 嬉嬉たる声をあげ、一緒に交わし合った。 金色の陽は差し照りて、 その乙女たちを包んで きらめく水面に映し出している 陽は乙女たちのたおやかな肢体と 愛らしい瞳とを逆さまにして映し出している そしてさらに微風は 乙女たちの袂を揺らし 魅惑に満ちた乙女の香りを 日射しの中に振りまいた。 見よあれを 凛々しい少年たちが猛り勇ましい駿馬にまたがり、 駆けめぐる、いかなる者たちよ? 陽の差す光にも似て、きらめき遠ざかり、 はやくも緑なす柳葉の 茂れる枝の木の間より 若人が群がり、現れ走り行く ひとりの少年の馬は 歓びに嘶きて 怖じけながら猛り走り行き 草花の咲く野原の上を越えて 土音たてて馬蹄はよろめき去る たちまちに嵐のように、落花を踏みしだく そのたてがみは 熱に浮かれて靡きひるがえり その鼻孔は熱い息吹き出しぬ 金色に輝く太陽がそこにあるものを光で包み 静かで清らかな水面にあらゆる影を映し出し その中でも美しき乙女が顔をあげ、少年へ 送るのは憧憬の眼差し、ながながと追いかける 乙女の誇らしき物腰態度、上辺だけの見せかけに過ぎぬもの つぶらな瞳の閃きながら火花の中に 熱いその眼差しによぎる暗き影の中にも 心のどよめき、なおも長引き哀しく憧れ秘めている |
| 5. Der Trunkene im Frühling | 第5楽章 春に酔える者 |
| Li-Tai-Po (701-762) | 李白の詩「春日酔起言志」による |
| Wenn nur ein Traum das Leben ist, Warum denn Müh und Plag'? Ich trinke, bis ich nicht mehr kann, Den ganzen, lieben Tag! Und wenn ich nicht mehr trinken kann, Weil Kehl und Seele voll, So tauml' ich bis zu meiner Tür Und schlafe wundervoll! Was hör ich beim Erwachen? Horch! Ein Vogel singt im Baum. Ich frag ihn, ob schon Frühling sei, Mir ist als wie im Traum. Der Vogel zwitschert: Ja! Der Lenz ist da, sei kommen über Nacht! Aus tiefstem Schauen lauscht' ich auf, Der Vogel singt und lacht! Ich fülle mir den Becher neu Und leer' ihn bis zum Grund und singe, bis der Mond erglänzt am schwarzen Firmament! Und wenn ich nicht mehr singen kann, So schlaf' ich wieder ein, Was geht mich denn der Frühling an!? Laßt mich betrunken sein! | 人生がただ一場の夢ならば 努力や苦労は私にとって何の価値があろうか? それゆえ私は酒を飲む 酔いつぶれて飲めなくなるまで 終日酒に溺れようぞ。 喉も魂までも溺れ酔いしれて ついに酔いつぶれて飲めなくなったら よろめきながら家の戸口にたどり着き そのままそこに眠り込んでしまうのだ 目覚めて何を聞くのか さあ聞くがよい 前庭の樹の花 その花の中で鳴くは鶯一羽 私は鶯に尋ね聞く。＜もう春になったのか＞と 私はいまだに夢心地まどろむ 鶯囀り、《そうです。春はすでにやって来た。 闇夜を渡り、春はここにやって来た》と そうして私は聞き惚れ感じ入り、見つめれば 鶯はここぞとばかりに歌い、笑うのだ 私は新たに手ずから酒杯を満たし 盃傾け、飲み尽くす底までも、そして歌うのだ 明月が黒き帳の下りた夜空に昇り、輝き渡るまで もし私がもはや歌えなくなったなら その時、私はもう一度眠り込む いったい春は私に何の役に立つのか だから、このまま酔わせてくれ! |
| 6. Der Abschied | 第6楽章 告別 |
| Mong-Kao-Yen and Wang-Wei (701-761) | 孟浩然の詩「宿業師山房期丁大不至」と王維の詩「送別」による |
| Die Sonne scheidet hinter dem Gebirge. In alle Täler steigt der Abend nieder Mit seinen Schatten, die voll Kühlung sind. O sieh! Wie eine Silberbarke schwebt Der Mond am blauen Himmelssee herauf. Ich spüre eines feinen Windes Weh'n Hinter den dunklen Fichten! Der Bach singt voller Wohllaut durch das Dunkel. Die Blumen blassen im Dämmerschein. Die Erde atmet voll von Ruh' und Schlaf, Alle Sehnsucht will nun träumen. Die müden Menschen geh'n heimwärts, Um im Schlaf vergess'nes Glück Und Jugend neu zu lernen! Die Vögel hocken still in ihren Zweigen. Die Welt schläft ein! Es wehet kühl im Schatten meiner Fichten. Ich stehe hier und harre meines Freundes; Ich harre sein zum letzten Lebewohl. Ich sehne mich, o Freund, an deiner Seite Die Schönheit dieses Abends zu genießen. Wo bleibst du? Du läßt mich lang allein! Ich wandle auf und nieder mit meiner Laute auf Wegen, die vom weichen Grase schwellen. O Schönheit! O ewigen Liebens - Lebens - trunk'ne welt! Er stieg vom Pferd und reichte ihm den Trunk des Abschieds dar. Er fragte ihn, wohin er führe und auch warum es müßte sein. Er sprach, seine Stimme war umflort: Du, mein Freund, Mir war auf dieser Welt das Glück nicht hold! Wohin ich geh'? Ich geh', ich wand're in die Berge. Ich suche Ruhe für mein einsam Herz. Ich wandle nach der Heimat, meiner Stätte. Ich werde niemals in die Ferne schweifen. Still ist mein Herz und harret seiner Stunde! Die liebe Erde allüberall Blüht auf im Lenz und grünt aufs neu! Allüberall und ewig Blauen licht die Fernen! Ewig... ewig... | 夕陽は西の彼方の向こうに沈み 日没過ぎて、しんしんと冷気満ち、 暗闇迫り、渓谷すっぽり包み込む おお、あれを見よ。銀の小舟のように 月はゆらゆら蒼天の湖にのぼりゆき 私は松ヶ枝の暗き木陰にたたずんで 涼しげな風を身に受ける 美しき小川のせせらぎ 心地よく この夕闇を歌い渡るぞ 花は黄昏淡き光に色失う 憩いと眠りに満ち足りて 大地は息づく 全ての憧れの夢を見ようとし始める 生きる苦しみに疲れし人々 家路を急ぎ 眠りの内に過ぎ去りし幸福と青春 再びよみがえらそうとするように 鳥は静かにすみかの小枝に休みいて 世界は眠りに就くときぞ 私のもとの松ヶ枝の木陰に夜陰は冷え冷えと 私はここにたたずんで君が来るのを待つばかり 最後の別れを告げるため、私は友を待ちわびる ああ、友よ。君が来たれば傍らで この夕景の美しさともに味わいたいのだが 君はいづこか。私一人、ここにたたずみ待ちわびる 私は琴を抱え、行きつ戻りつさまよいて たおやかな草にふくよかな盛り土、 その道の上にあり おお、この美しさよ、永久の愛に− その命にー酔いしれた世界よ 友は馬より降り立ちて、 別れの酒杯を差し出した 友は尋ね聞く。〈どこに行くのか〉と、 そしてまた〈なぜにいくのか）と 友は答えたが、その声愁いに遮られ、包まれて 〈君よ、私の友よ、この世では私は薄幸なりし 一人今からいずこに行こうか さまよい入るのは山中のみさ〉 私の孤独な心 癒すべく憩いを自ら求めゆき 私が歩み行く彼方には、私が生まれし故郷あり 私は二度と漂泊し、さまようことはあるまいよ 私の心は安らぎて、その時を待ち受ける 愛しき大地に春が来て、ここかしこに百花咲く 緑は木々を覆い尽くし 永遠にはるか彼方まで 青々と輝き渡らん 永遠に 永遠に…… |

## 唐詩による原詩

### 原詩の特定について
『大地の歌』に使用された歌詞は、前述の通り原詩が特定されているものについては、全て盛唐の詩人の作品によるものである。原詩の特定はベートゲによる追創作や底本の誤訳によって容易ではなかったが、中国文学者の吉川幸次郎やドイツ文学者の富士川英郎、音楽学者の浜尾房子らの努力によって、7編のうち6編の原詩が確認されている。

### 第2楽章「秋に寂しき者」の問題
歌詞で唯一原詩が特定されていないのが「秋に寂しき者」である。
かつては銭起の「效古秋夜長（古の秋夜長に效う）」によるという説が一般的だったが、これは秋の夜の男女の相思の情を歌ったもので、「中国の笛」に収められている哲学的な詩の内容には程遠い。さらに、ベートゲが表記した作者名「Tschang-Ti」は漢字表記に直せばむしろ「張籍」ないしは「張継」であり、ベートゲは同じ「Tschang-Ti」の表記で張籍の「節婦吟」を忠実に訳して「中国の笛」に収めているので、このことからこの詩は張籍による可能性が高いと見られている。
しかし、遺された張籍の作品に該当するものが見当たらないことから、ベートゲによる追創作の可能性が指摘されている。

## 原詩の白文・書き下し文
| 悲歌行 （第1楽章「大地の哀愁に寄せる酒の歌」） | 悲歌行 （前半部分、詩：李白） |
| --- | --- |
| 悲來乎 悲來乎 主人有酒且莫斟 聽我一曲悲來吟 悲來不吟還不笑 天下無人知我心 君有敷斗酒 我有三尺琴 琴鳴酒樂兩相得 一杯不啻千鈞金 悲來乎 天雖長地雖久 金玉滿堂應不守 富貴百年能幾何 死生一度人皆有 孤猨坐啼墳上月 且須一盡杯中酒 | 悲しいかな 悲しいかな 主人酒有るも且く斟むこと莫かれ 我に聽け一曲悲來の吟 悲來吟せずまた笑はず 天下に人我が心を知るもの無く 君に敷斗の酒有り 我に三尺の琴有り 琴鳴酒樂兩つながら相得たり 一杯啻に千鈞の金のみならず 悲しいかな 天長へにありと雖も地久しきにありと雖ども 金玉堂に滿つれば應に守らざるべし 富貴百年よく幾何ぞ 死生一度人皆有り 孤猨坐ろに啼く墳上の月 且く須らく一たび杯中の酒を盡くすべし |
| 宴陶家亭子 （第3楽章「青春について」） | 陶家の亭子に宴す （詩：李白） |
| 曲巷幽人宅 高門大士家 池開照膽鏡 林吐破顔花 祿水藏春日 靑軒祕晩霞 若聞弦管妙 金谷不能誇 | 曲巷幽人の宅 高門大士の家 池は開く照膽の鏡 林は吐く破顔の花 祿水春日を藏し 靑軒晩霞を祕す 若し弦管の妙を聞かば 金谷も誇ること能はず |
| 採蓮曲 （第4楽章「美について」） | 採蓮の曲 （詩：李白） |
| 若耶谿傍採蓮女 笑隔荷花共人語 日照新妝水底明 風飄香袂空中擧 岸上誰家遊冶郎 三三五五暎垂楊 紫騮嘶入落花去 見此踟蹰空断腸 | 若耶谿の傍 採蓮の女 笑ひて荷花を隔て 人と共に語る 日は新粧を照らして 水底に明らかに 風は香袂を飄して 空中に挙がる 岸上 誰が家の遊冶郎 三三 五五 垂楊に暎ず 紫騮落花に嘶き入りて去るも 此れを見て踟蹰し 空しく断腸 |
| 春日醉起言志 （第5楽章「春に酔えるもの」） | 春日醉より起きて志を言う （詩：李白） |
| 處世若大夢 胡爲勞其生 所以終日醉 頽然臥前楹 覺來盼庭前 一鳥花閒鳴 借問此何時 春風語流鶯 感之欲歎息 對酒還自傾 浩歌待明月 曲盡已忘情                                                                                          | 處世大夢の若く 胡爲ぞ其の生を勞する 所以に終日醉ひ 頽然として前楹に臥す 覺め來たつて庭前を盼れば 一鳥花閒に鳴く 借問すれば此れ何れの時ぞ 春風流鶯に語る 之に感じて歎息せんと欲し 酒に對して還た自ら傾く 浩歌して明月を待ち 曲盡きて已に情を忘る |
| 宿業師山房待丁大不至 （第6楽章「告別」前半部分） | 業師の山房に宿り、丁大を待てども至らず （詩：孟浩然） |
| 夕陽度西嶺 羣壑倏已瞑 松月生夜涼 風泉滿淸聽 樵人歸欲盡 烟鳥棲初定 之子期宿來 孤琴候蘿逕 | 夕陽西嶺に度り 羣壑倏ち已に瞑し 松月夜涼を生じ 風泉淸聽滿つ 樵人歸りて盡きんと欲し 烟鳥棲みて初めて定まる 之の子宿來を期す 孤琴蘿逕に候つ |
| 送別 （第6楽章「告別」後半部分） | 送別 （詩：王維） |
| 下馬飲君酒 問君何所之 君言不得意 歸臥南山陲 但去莫復問 白雲無盡時 | 馬を下りて君に酒を飲ましむ 君に問う、何くにか之く所ぞ 君は言う、意を得ず 歸りて南山の陲に臥せんと 但だ去れ、復た問うこと莫からん 白雲は盡くる時無し |